# Parinacochas (provincie)
| Parinacochas                                             | Parinacochas                        |
| -------------------------------------------------------- | ----------------------------------- |
| Muntele Sara Sara                                        |                                     |
| Harta localizării provinciei în cadrul regiunii Ayacucho |                                     |
| Informații generale                                      |                                     |
| Nume nativ                                               | Provincia de Parinacochas           |
| Țară                                                     | Peru                                |
| Regiune                                                  | Ayacucho                            |
| Fondare                                                  | 21 iunie 1825.                      |
| Primar                                                   | Franco López (2011-2014)            |
| - Capitală                                               | Coracora                            |
| - Suprafață totală                                       | 5968,32 km2                         |
| - Districte                                              | 8                                   |
| Populație                                                |                                     |
| An recensământ                                           | 2007                                |
| - Totală                                                 | 30 007                              |
| Fus orar                                                 | UTC-5                               |
| Sit web                                                  | http://www.muniparinacochas.gob.pe/ |
| UBIGEO                                                   | 0507                                |
| Modifică text                                            |                                     |

Parinacochas este una dintre cele unsprezece provincii din regiunea Ayacucho din Peru. Capitala este orașul Coracora. Se învecinează cu provinciile Páucar del Sara Sara și Lucanas și cu regiunile Apurímac și Arequipa.

## Diviziune teritorială
Provincia este divizată în 8 districte (spaniolă: distritos, singular: distrito):
- Coracora
- Chumpi
- Coronel Castañeda
- Pacapausa
- Pullo
- Puyusca
- San Francisco de Ravacayco
- Upahuacho

## Grupuri etnice
Provincia este locuită de către urmași ai populațiilor quechua. Quechua este limba care a fost învățată de către majoritatea populației (procent de 54,94%) în copilărie, iar 44,60% dintre locuitori au vorbit pentru prima dată spaniolă. (Recensământul peruan din 2007)